# Rackets na Letních olympijských hrách 1908
Turnaj v rackets na Letních olympijských hrách 1908 byl jedinou oficiální soutěží tohoto sportu v rámci olympijských her. Na Letních olympijských hrách 1908 proběhly ve dnech 27. dubna – 1. května celkem dvě soutěže, dvouhra a čtyřhra, jichž se zúčastnilo dohromady sedm hráčů pocházejících pouze ze Spojeného království.

## Medailisté
| Soutěž       | Zlato                                                  | Stříbro                                             | Bronz                                                                           |
| ------------ | ------------------------------------------------------ | --------------------------------------------------- | ------------------------------------------------------------------------------- |
| dvouhra muži | Evan Noel · Velká Británie (GBR)                       | Henry Leaf · Velká Británie (GBR)                   | John Jacob Astor · Velká Británie (GBR) · Henry Brougham · Velká Británie (GBR) |
| čtyřhra muži | Velká Británie (GBR) · Vane Pennell · John Jacob Astor | Velká Británie (GBR) · Edmund Bury · Cecil Browning | Velká Británie (GBR) · Evan Noel · Henry Leaf                                   |